# Oreodera
Oreodera är ett släkte av skalbaggar. Oreodera ingår i familjen långhorningar.

## Dottertaxa tillOreodera, i alfabetisk ordning[1]
- Oreodera achatina
- Oreodera adornata
- Oreodera advena
- Oreodera aerumnosa
- Oreodera affinis
- Oreodera aglaia
- Oreodera albata
- Oreodera albicans
- Oreodera albilatera
- Oreodera aliciae
- Oreodera amabilis
- Oreodera basipenicillata
- Oreodera basiradiata
- Oreodera bituberculata
- Oreodera boliviana
- Oreodera brailovskyi
- Oreodera c-album
- Oreodera candida
- Oreodera canotogata
- Oreodera charisoma
- Oreodera chemsaki
- Oreodera cinerea
- Oreodera cocoensis
- Oreodera copei
- Oreodera corticina
- Oreodera costaricensis
- Oreodera cretata
- Oreodera cretifera
- Oreodera crinita
- Oreodera curiosa
- Oreodera curvata
- Oreodera exigua
- Oreodera fasciculosa
- Oreodera flavopunctata
- Oreodera fluctuosa
- Oreodera forsteri
- Oreodera goudotii
- Oreodera granulifera
- Oreodera granulipennis
- Oreodera graphiptera
- Oreodera griseozonata
- Oreodera hassenteufeli
- Oreodera hoffmanni
- Oreodera howdeni
- Oreodera inscripta
- Oreodera jacquieri
- Oreodera lanei
- Oreodera lateralis
- Oreodera leucostigma
- Oreodera lezamai
- Oreodera macropoda
- Oreodera mageia
- Oreodera magnifica
- Oreodera magnoi
- Oreodera marinonii
- Oreodera melzeri
- Oreodera mimetica
- Oreodera minima
- Oreodera mocoiatira
- Oreodera modesta
- Oreodera neglecta
- Oreodera nivea
- Oreodera noguerai
- Oreodera occulta
- Oreodera ohausi
- Oreodera olivaceotincta
- Oreodera omissa
- Oreodera paulista
- Oreodera purpurascens
- Oreodera pustulosa
- Oreodera quinquetuberculata
- Oreodera rhytisma
- Oreodera roppai
- Oreodera rufofasciata
- Oreodera seabrai
- Oreodera semialba
- Oreodera semiporosa
- Oreodera sensibilis
- Oreodera sericata
- Oreodera sexplagiata
- Oreodera simplex
- Oreodera sororcula
- Oreodera stictica
- Oreodera tenebrosa
- Oreodera tijuca
- Oreodera triangularis
- Oreodera tuberculata
- Oreodera tuberculifera
- Oreodera tuberosa
- Oreodera turnbowi
- Oreodera undulata
- Oreodera wappesi
- Oreodera verrucosa
- Oreodera vulgata
- Oreodera zikani